# Clavelina amplexa
Clavelina amplexa är en sjöpungsart som beskrevs av Kott 2002. Clavelina amplexa ingår i släktet Clavelina och familjen klungsjöpungar. Inga underarter finns listade i Catalogue of Life.